# Justin Harper
Pour les articles homonymes, voir Harper.
Justin Harper, né le 30 août 1989 à Richmond en Virginie, est un joueur américain de basket-ball. Il évolue au poste d'ailier fort.

## Biographie
Durant la première partie de saison 2011-2012, il joue à Strasbourg.

## Palmarès
- First-team All-Atlantic 10 (2011)